# Ryan Gattis
Ryan Gattis (Belleville, 1978) è uno scrittore statunitense di narrativa gialla.

## Biografia
Nato nel 1978 nell'Illinois e cresciuto in Colorado, vive e lavora a Los Angeles.
Dopo un Bachelor of Fine Arts ottenuto alla Chapman University nel 2001, l'anno successivo ha conseguito un Master of Arts in scrittura creativa alla University of East Anglia di Norwich.
Ha raggiunto la notorietà nel 2015 con la pubblicazione del romanzo Giorni di fuoco sui 6 giorni della rivolta di Los Angeles, grazie al quale è stato insignito di un Premio Alex.
Autore di 8 romanzi, fa parte della crew artistica "UGLARworks" e della compagnia no-profit che opera per salvaguardare il patrimonio culturale "1888".

## Opere

### Serie Big Drop
- Homecoming (2012)
- Impermanence (2013)

### Altri romanzi
- Roo Kickkick and the Big Bad Blimp (2004)
- Kung Fu High School (2005)
- Giorni di fuoco (All Involved, 2015), Milano, Guanda, 2016 traduzione di Katia Bagnoli ISBN 978-88-235-1163-7.
- Air (2016)
- Uscita di sicurezza (Safe, 2017), Milano, Guanda, 2020 traduzione di Katia Bagnoli ISBN 978-88-235-1867-4.
- Il sistema (The System, 2020), Milano, Guanda, 2022 traduzione di Katia Bagnoli ISBN 978-88-235-2934-2.

### Racconti
- La vedova di Neoneli (The widow of Neoneli), Neoneli, Comune di Neoneli, 2018 traduzione di Katia Bagnoli[8]

## Premi e riconoscimenti
- Meilleurs livres de l'année du magazine Lire: 2015 vincitore nella categoria "Romanzo Noir" con Giorni di fuoco
- Premio Alex: 2016 vincitore con Giorni di fuoco